# Idrossido di bario
L'idrossido di bario è il prodotto dell'idratazione dell'ossido di bario. A temperatura ambiente si presenta come una massa cristallina bianca semi translucida inodore, molto caustica e tossica. 
Tra le basi è una delle più forti, formando soluzioni che per pH sono paragonabili agli idrossidi alcalini. La sua solubilità in acqua aumenta passando dal 4% a 20 °C al 100% a 80 °C. La sua soluzione acquosa al 5% è nota come "acqua di barite", ed è impiegata, in ambito analitico, nella ricerca dei carbonati e dei solfati. 
In passato enormi quantità di idrossido di bario sono state utilizzate nella baritazione, una tecnica ora in disuso, che consentiva di recuperare lo zucchero nella melassa. Attualmente viene impiegato nell'industria delle  ceramiche.